# 한나 (2017년 영화)
《한나》(영어: Hannah)는 2018년 2월 23일 개봉한 이탈리아, 프랑스, 벨기에의 드라마 영화이다. 안드레아 팔라오르가 감독을, 안드레아 팔라오르와 올란도 티라도가 각본을 맡았다. 대한민국은 2018년 7월 26일 개봉되었다.

## 출연진
- 샬롯 램플링 - 한나 역
- 안드레 윌름스 - 한나의 남편 역
- 장-미셸 발세이저 - 크리스 역